# Юнак (журнал)
«Юнак» — виховний ілюстрований місячник пластового юнацтва, видання Головної Пластової Булави, виходить з 1963 у Торонто (Канада) як наступник журналам «Молоде Життя», «Дорога» і «На сліді», які обслуговували цю вікову групу за міжвоєнного часу на Західній Україні і по війні в Німеччині.
Побіч широкої інформації про різні види пластування — водного, літунського, лісову школу таборування, спорт, туристику тощо, знайомить з різними ділянками українознавства, зокрема з творами сучасних письменників і мистців, містить літературні спроби юнаків у рубриці «Молоде перо», приділяє багато уваги природознавству і технічним винаходам, повідомляє про успіхи пластунів на різних відтинках життя, знайомить з сучасними визначними українцями.
Головний редактор — Любомир Онишкевич (заступник Лариса Залеська Онишкевич) 1963—1967), Ольга Кузьмович (з 1968). Визначніші співробітники: Ю. П'ясецький, Т. Горохович, Д. Мосора-Франкен, І. Ісаїв, С. Лучкань та ін. Ілюстратори: Я. Єлиїв, Я. Козак, Т. Геврик, Д. Даревич, Л. Палій та ін.